# Оптичний бездротовий зв'язок
Оптичний бездротовий зв'язок (англ. Optical wireless communications, OWC) — форма оптичного зв'язку, в якому видиме, інфрачервоне (IR) або ультрафіолетове (UV) світло використовується для передачі сигналу без використання дротових засобів зв'язку (наприклад, коаксіальний чи оптоволоконний кабель). 
Системи бездротового оптичного зв'язку, що працюють у видимому спектрі світла (390–750 нм) зазвичай називають комунікацією видимим світлом (Visible Light Communication, VLC), наприклад, однією із форм є Li-Fi.  VLC системи використовують переваги світлодіодів (LEDs), які можуть генерувати імпульси з дуже високою швидкістю без помітного впливу на вихідне світло і людське око. VLC мають широкі можливості застосування, що включать, поміж іншими, локальні безпровідні мережі, персональні безпровідні мережі та транспортні мережі. Окрім того, наземні бездротові системи зв'язку, відомі також як  FSO (Free space optical communication ) системи зв'язку, працюють на довжинах хвиль близького інфрачервоного спектра (750–1600 нм). Такі системи зазвичай послуговуються лазерним випромінюванням і забезпечують ефективний протокол - канал зв'язку із високою швидкістю передачі даних і потенційне розв'язання проблеми останньої милі. На додачу зростає інтерес до бездротового зв'язку побудованого на ультрафіолетовому світлі (UVC) як реакція на недавні успіхи у створенні твердотільних оптичних джерел/детекторів, що працюють в діапазоні нечутливому до сонячного випромінювання ("сонячно сліпого", англ. solar-blind) ультрафіолетового спектра (200–280 нм). В цьому так званому глибокому ультрафіолеті (DUV), сонячне випромінювання нехтувано мале на рівні земної поверхні, що дає змогу використовувати детектори фотовідліків із приймачами широкого спектра, які дають змогу збільшити отриману на детекторі енергію з малими додатковими фоновими шумами. Використання детекторів такого типу, зокрема, може бути корисним для зовнішніх систем зв'язку непрямої видимості для підтримки роботи UVC малих потужностей і коротких відстаней поширення (бездротові сенсори, бездротові мережі ad hoc).

## Історія
Швидке поширення систем бездротового зв'язку є одним із найвизначніших феноменів в історії технологій. За останні сорок років бездротові технології надзвичайно швидко стали дуже важливою складовою прогресу суспільства і залишатимуться такими в осяжному майбутньому. Широкомасштабне використання радіочастотних технологій (RF) стало ключовою передумовою поширення бездротових приладів та систем зв'язку. Проте, електромагнітний спектр розгорнених бездротових систем зв'язку має обмеження по місткості каналу, а також дорогий через наявність ексклюзивного ліцензування відповідних частот. Зі збільшенням потреби передачі великих обсягів даних через бездротові системи зв'язку, які RF спектр не в змозі забезпечити, почали розглядатися інші можливості бездротового зв'язку. Зокрема, використання верхньої частини спектру електромагнітного випромінювання, а не лише радіочастотного.
Оптичний бездротовий зв'язок (OWC) являє собою передачу даних в середовищі за допомогою оптичних носіїв, себто видимого, інфрачервоного (IR) та ультрафіолетового (UV) випромінювання без використання дротів. Передача сигналів з використанням вогню, диму, корабельних прапорців і оптичного телеграфу можливо вважати історичними формами оптичного бездротового зв'язку. Сонячне світло з давніх-давен також використовувалося для зв'язку на довгих відстанях. Найбільш раннє використання сонячного світла  приписується давнім грекам і римлянам, які використовували їхні поліровані щити, щоб надсилати сигнал, відбиваючи сонячне світло під час битви. У 1810 році Карл Фрідріх Гаус винайшов геліограф, який складався із пари дзеркал, які спрямовували контрольований пучок сонячного світла до віддаленого місця. Хоча першопочатково геліограф був створений для геодезичних робіт, він широко використовувався для військових цілей протягом кінця XIX та початку XX століть. У 1880 році Александр Грем Белл винайшов фотофон, відомий як перша у світі бездротова телефонна система.
Військовий інтерес зберігався і до фотофона. Наприклад, у 1935 році, німецька армія розробила фотофон, в якому лампа із вольфрамовою ниткою з інфрачервоним фільтром використовувалася як джерело світла. Також, американські і німецькі військові лабораторії продовжували розробку дугової лампи для оптичного зв'язку до 50-х років. Нині OWC використовують лазери або світлодіоди як передавачі. У 1962 році MIT Lincoln Labs побудував експериментальне OWC з'єднання, що використовувало світлодіод на базі GaAs і було здатне забезпечити передачу телевізійного сигналу на відстань близько 50 км.Після винайдення лазерів, оптичний бездротовий зв'язок розглядався як основна область застосування лазерів. Було проведено багато випробувань, що використовували різні типи лазерів, а також схем модуляції. Проте, загальні результати розчарували у зв'язку із великою розбіжністю лазерних пучків та неможливістю впоратися із негативними атмосферними ефектами (лазерні сцинтиляції, відхилення пучка та інші). З розвитком волоконної оптики у 70-х роках, оптоволоконні системи стали очевидним вибором для оптичної передачі даних на великі відстані і витіснили з горизонту оптичні системи бездротового зв'язку.

## Нинішній статус
Протягом десятиліть основний інтерес до оптичного бездротового зв'язку лежав у сфері військових розробок і застосувань до космічної галузі, що включає міжсупутниковий зв'язок і зв'язок у відкритому космосі. До цього часу проникнення OWC на масовий ринок був значною мірою обмежений, за виключенням IrDA, яка мала великий успіх у сфері оптичного бездротового зв'язку в короткому діапазоні. Розробка новітніх і ефективних бездротових технологій для широкого діапазону передачі даних є неодмінною передумовою для побудови майбутніх гетерогенних мереж зв'язку. Такі мережі дозволять підтримувати широкий спектр різного роду сервісів з різноманітними шаблонами передачі даних і задовольнити щораз більший запит на великі обсяги передачі даних. Варіації OWC потенційно можуть бути використані для різних діапазонів відстаней, від оптичних інтерконекторів в інтегральних схемах, міжбудинкових бездротових сполучень до міжсупутникового зв'язку.

## Застосунки
Базуючись на діапазоні відстаней передачі, оптичний бездротовий зв'язок може розглядатися у п'яти категоріях:
1. Оптичний бездротовий зв'язок в ультракороткому діапазоні: міжчіповий зв'язок у щільно упакованих мультичіпових модулях[10];
2. Оптичний бездротовий зв'язок в короткому діапазоні: застосунки бездротової натільної мережі  (WBAN) і бездротової персональної мережі (WPAN) під стандартом IEEE 802.15.7, підводний зв'язок[11];
3. Оптичний бездротовий зв'язок в середньому діапазоні: домашній IR та комунікація видимим світлом для (VLC) для бездротових локальних мереж (WLANs), міжтранспортного і транспорт-інфраструктура зв'язку;
4. Оптичний бездротовий зв'язок в довгому діапазоні, міжбудинкове підключення, Free-Space Optical Communications (FSO);
5. Оптичний бездротовий зв'язок в ультрадовгому діапазоні: міжсупутниковий зв'язок, системи зв'язку супутник-Земля[12].

## Актуальні тренди
- Застосування OWC на ультравеликі відстані; NASA’s Lunar Laser Communication Demonstration (LLCD) передав дані із місячної орбіти на Землю з швидкістю 622 Мбіт/с (Mbps), листопад 2013.
- В січні 2015 року, IEEE 802.15 сформував групу, яка напише ревізію до IEEE 802.15.7-2011, яка працюватиме з інфрачервоними довжинами хвиль і близьким ультрафіолетом, на додачу до видимого світла, а також додасть такі опції як Optical Camera Communications і Li-Fi[13]
- Застосування OWC  на великих відстанях із швидкістю передачі даних 1 Gbit/s. Було продемонстровано канал зв'язку довжиною 60 км між землею і літаком на швидкості 800 км/год, "Extreme Test for the ViaLight Laser Communication Terminal MLT-20 – Optical Downlink from a Jet Aircraft at 800 km/h", DLR і EADS, грудень 2013.
- Продемонстровано бездротовий зв'язок нового покоління/комунікацію видимим світлом зі швидкістю 10 Мбіт/с з використанням полімерного світлодіода або OLED[14]
- Дослідження щодо OWC проводяться в рамках Європейської дослідницької програми COST (European Cooperation in Science and Technology) на проєкті OPTICWISE, що фінансується Європейським науковим фондом і покликаний координувати національні дослідження на рівні Європи. Основною ціллю проєкту є створити Європейську наукову платформу для міждисциплінарних досліджень, що пов'язані з оптичним бездротовим зв'язком. Стартував у листопаді 2011. Представлено понад 20 країн.
- Впровадження споживчих і промислових OWC технологій представляє Li-Fi Consortium, засновано у 2011 році неприбутковою організацією, що займається представленням (поширенням) оптичного бездротового зв'язку. Займається впровадженням Li-Fi продуктів.
- Прикладом роботи над OWC в Азії є VLCC(консорціум щодо комунікації видимим світлом) в Японії, засновано у 2007 році для реалізації через ринкові дослідження, просування, і стандартизації надійної, всеосяжної телекомунікаційної системи, що використовує видиме світло.
- Декілька ініціатив щодо OWC є у США, включаючи "Smart Lighting Engineering Research Center", засновано у 2008 році Національним науковим фондом в партнерстві із Політехнічним інститутом Ренсселера (головна інституція), Бостонським Університетом і Університетом Нью-Мексико. В співробітництві з Говардським університетом, Morgan State University, і Rose-Hulman Institute of Technology[15].